# Illa Guadalupe
|  | Aquest article tracta sobre l'illa mexicana. Si cerqueu l'illa francesa, vegeu «Guadalupe (França)». |

Guadalupe és una illa volcànica localitzada a 241 km a l'oest de la costa mexicana de la península de Baixa Califòrnia, i a 400 km al sud-oest de la ciutat d'Ensenada de l'estat de Baixa Califòrnia. Els dos altres grups d'illes mexicanes a l'oceà Pacífic que no són part de la plataforma continental són les illes Revillagigedo i Rocas Alijos. Segons el cens del 2005, l'illa tenia 15 persones, la majoria pescadors, tot i que la població varia segons l'època de l'any i les activitats econòmiques per estació. Una petita població de pescadors vivia a prop d'una cala al Campament Oest, però ara ja està abandonat. Al sud, a la cala de Melpómene, hi ha el Campament Sud amb una estació meteorològica, i una petita pista d'aterratge. El Camp Bosque fou establert com a campament temporal el 1999 al bosc de xiprers del nord, on viuen els membres d'una cooperativa.